# Lew Władimirski
Lew Anatolewicz Władimirski, (ros.) Лев Анатольевич Владимирский (ur. 14 września?/27 września 1903 w Gurjewie, zm. 7 września 1973 w Moskwie) – radziecki admirał.

## Życiorys
Zaciągnął się do Armii Czerwonej jako ochotnik podczas rosyjskiej wojny domowej i walczył przeciwko islamskim powstańcom w Turkiestanie, później w 1921 roku ponownie się zgłosił jako ochotnik tym razem do marynarki wojennej.
W 1925 roku Władimirski ukończył Akademię Marynarki Wojennej im. Michaiła Frunzego, w 1927 roku studiował na specjalnych kursach dla oficerów dowódczych oraz na Akademii Wojskowej Sztabu Generalnego w 1952 roku.
Władimirski służył na okrętach działających na Morzu Czarnym i Azowskim jako nawigator, obserwator dowódczy, artylerzysta i starszy zastępca dowódcy niszczyciela. Od 1932 roku dowodził niszczycielem eskortowym, niszczycielem, liderem, a od 1937 roku służył jako szef sztabu brygady krążowników i oficer operacyjny brygady krążowników. Na początku 1938 roku służył na francuskim statku transportowym „Bonifacio”, który dostarczał broń i amunicję dla hiszpańskich komunistów w ostatnich fazach hiszpańskiej wojny domowej. Pod koniec 1938 roku Władimirski dowodził jednostką okrętów hydrograficznych, które ukończyły przejście z Morza Bałtyckiego na Ocean Spokojny.
Po zaakceptowaniu dostarczenia pierwszego niszczyciela typu Taszkent, od czerwca 1939 roku Władimirski dowodził dywizjonem Floty Czarnomorskiej, który już od rozpoczęcia II wojny światowej uczestniczył w walkach podczas obrony Odessy i Sewastopola. We wrześniu 1941 roku dowodził desantem morskim w rejonie Grigorewki. W maju 1943 roku Władimirski przejął dowództwo nad Flotą Czarnomorską, dowodząc siłami morskimi, które wykonywały desanty morskie w Noworosyjsku i w rejonie kerczeńsko-eltigeńskim w 1943 roku. W maju 1944 roku Władimirski został mianowany na dowódcę dywizjonu Floty Bałtyckiej. Objął dowództwo podczas brania udziału w operacji wyborskiej w 1944 roku.
W 1947 roku Władimirski został mianowany na admirała-inspektora głównej inspekcji sił zbrojnych, a później służył jako szef administracji morskich instytucji edukacyjnych i zastępca szefa inspektora sił zbrojnych dla wojskowych sił morskich (WMF). Od 1952 roku Władimirski był szefem dyrekcji wojskowych szkoleń morskich, a od kwietnia 1953 roku szefem administracji szkoleń wojskowych WMF, stając się w marcu 1955 roku zastępcą Gławkoma WMF w dziedzinie budowania okrętów. W latach 1956–1959 Władimirski był przewodniczącym komitetu naukowego i technicznego marynarki.
Od 1959 roku Władimirski pracował głównie jako naukowiec i pedagog, w tym jako zastępca szefa Akademii Marynarki Wojennej (w latach 1962–1967) i także jako profesor-konsultant akademii (w latach 1967–1970). Od 15 października 1968 roku stał na czele kilku radzieckich ekspedycji oceanograficznych; w 1968 roku – w wyprawie dookoła świata na statku oceanograficznym „Polus” (z ros. biegun).
Władimirski wycofał się ze służby w 1970 roku.
Jego imieniem został nazwany jeden z oceanicznych statków badawczych proj. 852 „Admirał Władimirskij”, zbudowany w szczecińskiej stoczni im. Warskiego.

## Odznaczenia
- Dwa Ordery Lenina
- Trzy Ordery Czerwonego Sztandaru
- Order Suworowa II klasy
- Order Uszakowa II klasy
- Medal jubileuszowy „XX lat Robotniczo-Chłopskiej Armii Czerwonej”
- Medal „Za obronę Odessy”
- Medal „Za obronę Sewastopola”
- Medal „Za zwycięstwo nad Niemcami w Wielkiej Wojnie Ojczyźnianej 1941–1945”
- Medal jubileuszowy „Dwudziestolecia zwycięstwa w Wielkiej Wojnie Ojczyźnianej 1941–1945”
- Medal jubileuszowy „30 lat Armii Radzieckiej i Floty”
- Medal jubileuszowy „40 lat Sił Zbrojnych ZSRR”
- Medal jubileuszowy „50 lat Sił Zbrojnych ZSRR”